# Nephrotoma meraca
Nephrotoma meraca är en tvåvingeart som beskrevs av Alexander 1936. Nephrotoma meraca ingår i släktet Nephrotoma och familjen storharkrankar. Inga underarter finns listade i Catalogue of Life.